# Droga wojewódzka 904
Die Droga wojewódzka 904 (DW 904) ist eine 18 Kilometer lange Droga wojewódzka (Woiwodschaftsstraße) in der polnischen Woiwodschaft Schlesien, die Blachownia mit Poczesna verbindet. Die Strecke liegt im Powiat Częstochowski.

## Streckenverlauf
Woiwodschaft Schlesien, Powiat Częstochowski
-  Blachownia (DK 46, DW 492)
- Kopalnia
-  Konopiska (DW 907)
-  Rększowice (DW 908)
- Nierada
- Michałów
- Bargły
-  Poczesna (DK 1, DW 791)